# Pieterpad
Il Pieterpad è un itinerario escursionistico di lungo raggio nei Paesi Bassi. Il sentiero corre per 485 km da Pieterburen, nel nord della provincia di Groninga, attraverso la parte orientale del paese verso il limite sud nei pressi di Maastricht, sulla cima del Monte San Pietro (St Pietersberg), a 109 metri di altitudine. È uno dei percorsi di lunga distanza ufficiali nei Paesi Bassi (Lange Afstand Wandelpad Nummer 9) e di gran lunga il più popolare. Percorribile tutto l'anno, è fornito di buone segnalazioni, servito da mezzi di trasporto pubblico e strutture di accoglienza.

## Storia
Il sentiero nacque da un'idea di Toos Goorhuis-Tjalsma, abitante di Tilburg, nel sud dei Paesi Bassi e della sua amica Bertje Jens di Groninga, nel nord, che progettarono una via di comunicazione tra le loro abitazioni. Il sentiero è ufficialmente aperto dal 1983.

## Tappe

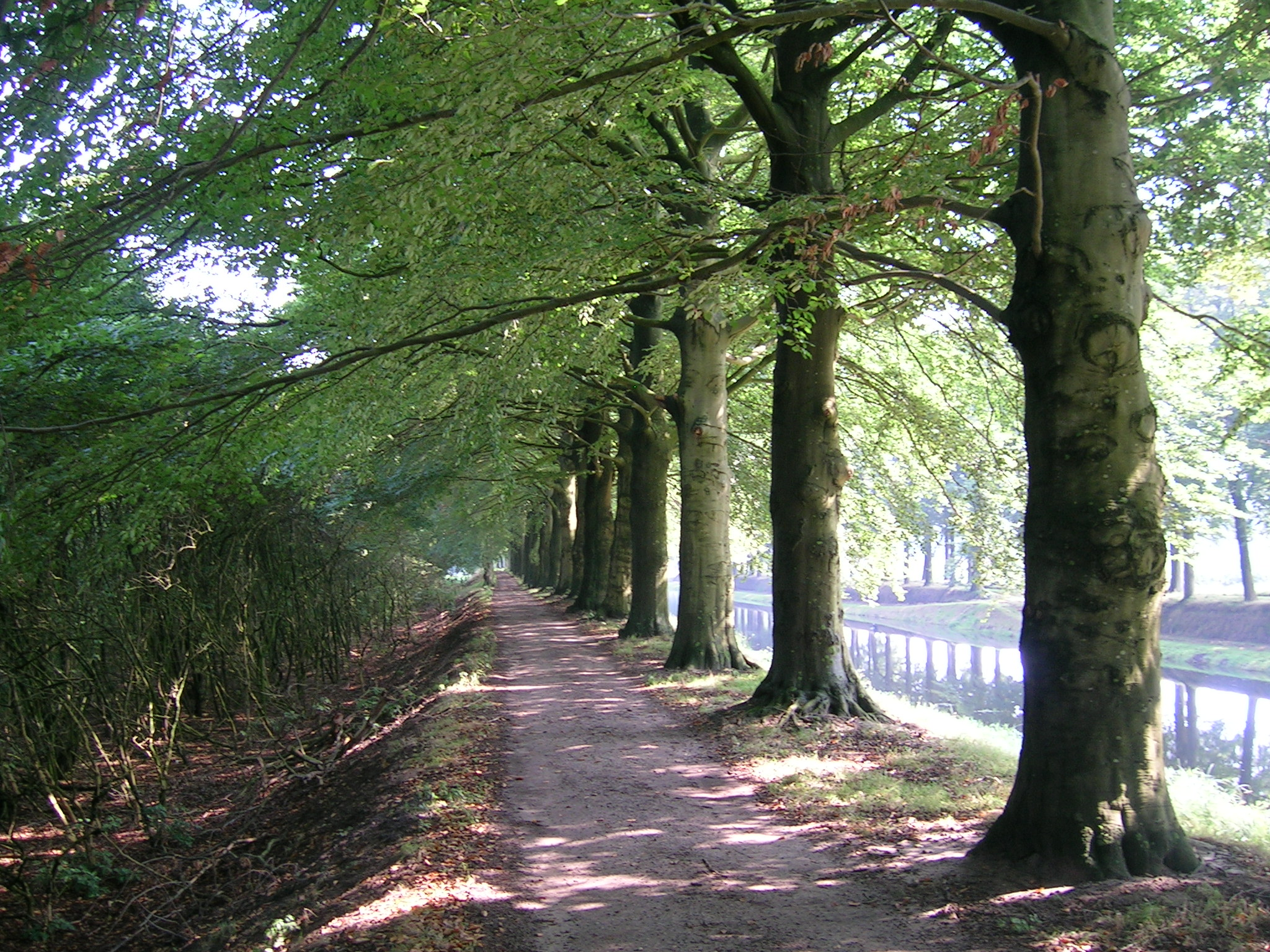
Hellendoorn a Laren

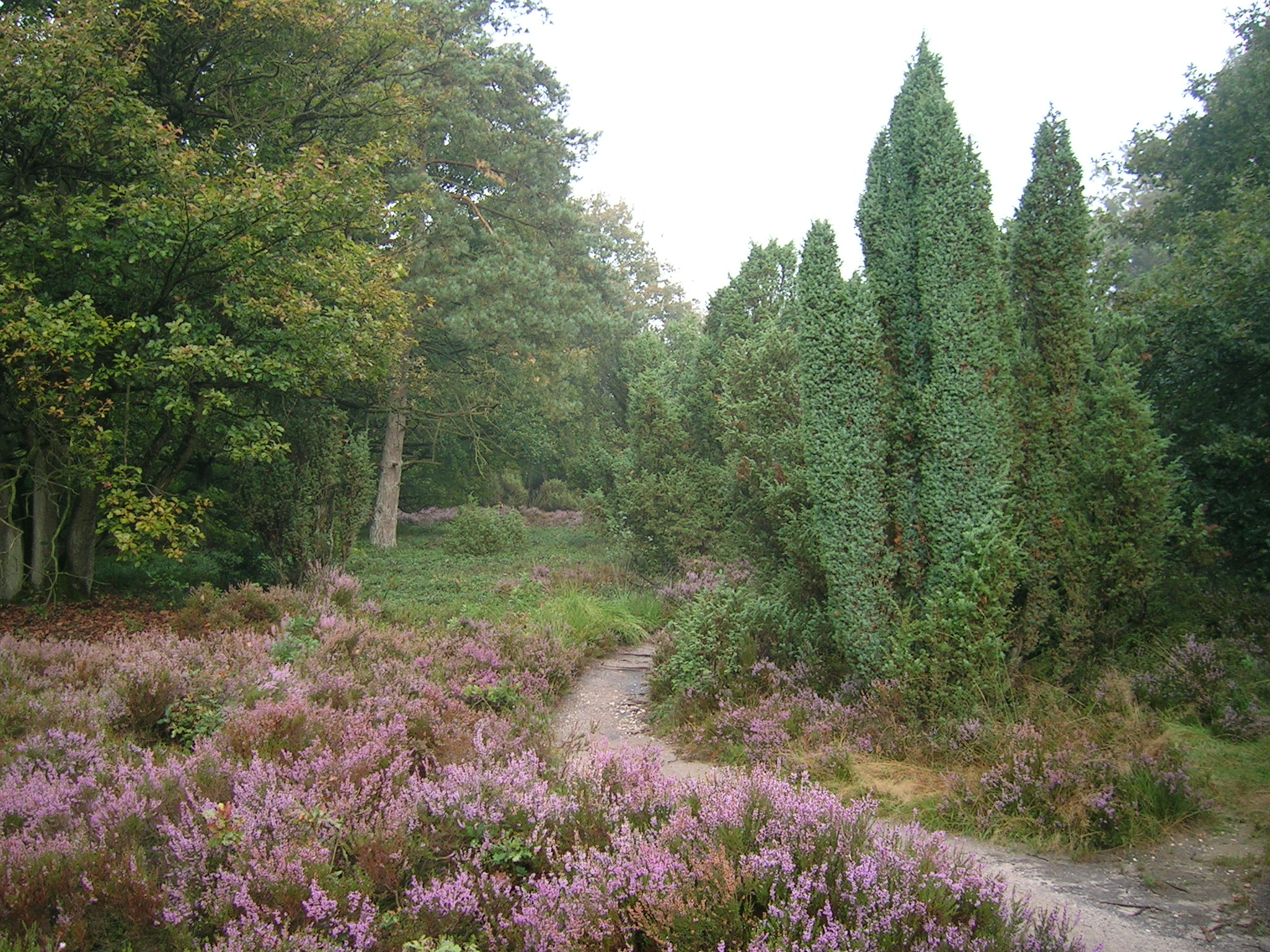
Presso Laren

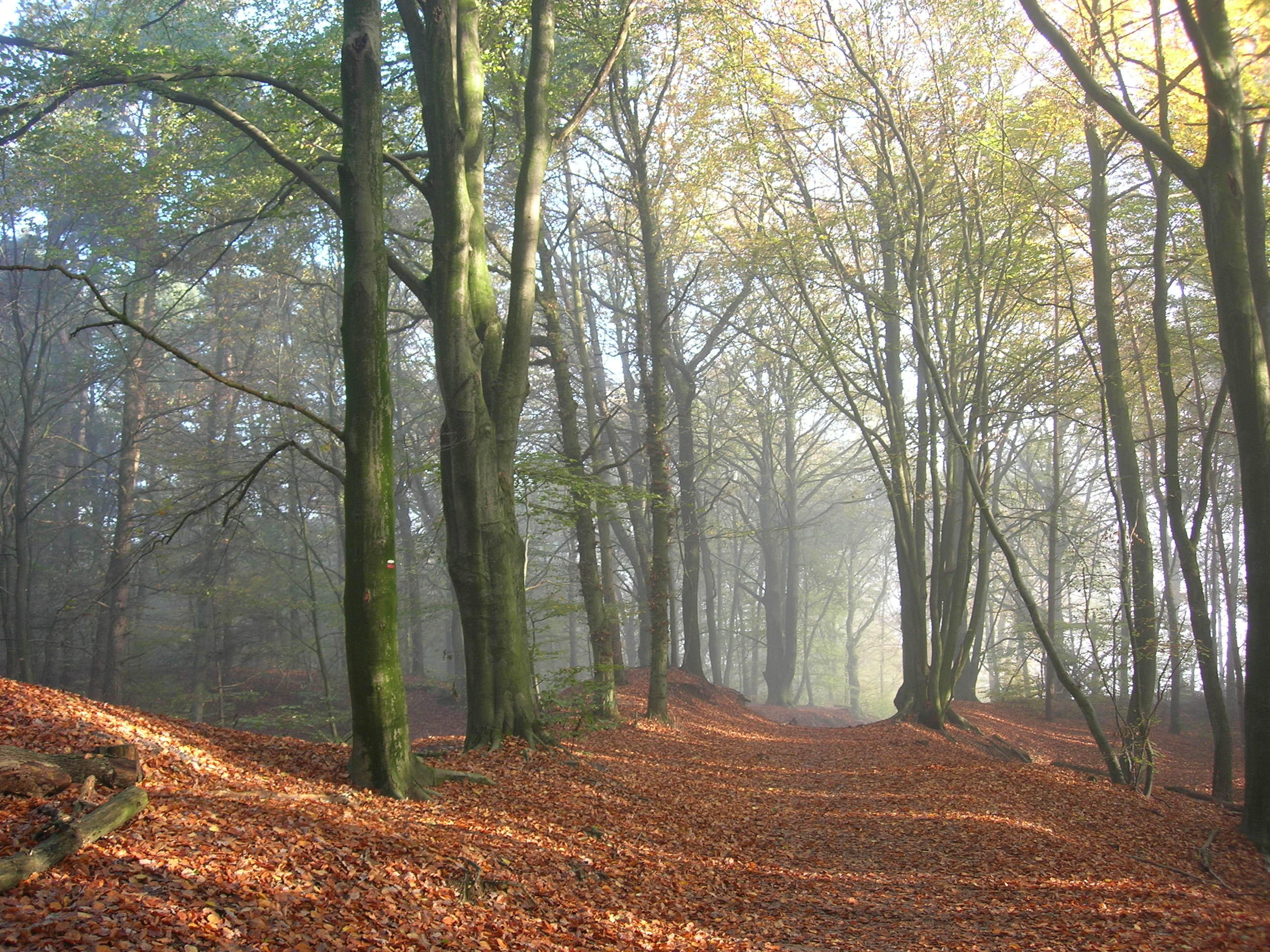
Presso Doetinchem

Il percorso del Pieterpad è composto dalle seguenti tappe:
| 1  | Pieterburen   | Winsum                | 11 km |
| 2  | Winsum        | Groninga              | 18 km |
| 3  | Groninga      | Zuidlaren             | 21 km |
| 4  | Zuidlaren     | Rolde                 | 16 km |
| 5  | Rolde         | Schoonloo             | 19 km |
| 6  | Schoonloo     | Sleen                 | 22 km |
| 7  | Sleen         | Coevorden             | 19 km |
| 8  | Coevorden     | Hardenberg            | 20 km |
| 9  | Hardenberg    | Ommen                 | 22 km |
| 10 | Ommen         | Hellendoorn           | 20 km |
| 11 | Hellendoorn   | Holten                | 15 km |
| 12 | Holten        | Laren                 | 15 km |
| 13 | Laren         | Vorden                | 14 km |
| 14 | Vorden        | Doetinchem            | 26 km |
| 15 | Doetinchem    | Hoch Elten            | 19 km |
| 16 | Hoch Elten    | Millingen aan de Rijn | 12 km |
| 17 | Millingen     | Groesbeek             | 20 km |
| 18 | Groesbeek     | Gennep                | 15 km |
| 19 | Gennep        | Vierlingsbeek         | 17 km |
| 20 | Vierlingsbeek | Swolgen               | 21 km |
| 21 | Swolgen       | Venlo                 | 22 km |
| 22 | Venlo         | Roermond              | 31 km |
| 23 | Roermond      | Pey (Echt)            | 21 km |
| 24 | Pey           | Sittard               | 18 km |
| 25 | Sittard       | Strabeek (Valkenburg) | 21 km |
| 26 | Strabeek      | Maastricht            | 11 km |
| 27 | Maastricht    | Sint Pietersberg      | 4 km  |

Il Pieterpad è collegato con il percorso internazionale E9 alla sua estremità nord a Pieterburen e con il GR5 al suo limite meridionale; incrocia il sentiero E11 a Oldenzaal e il sentiero E8 a Nimega.

## Galleria d'immagini

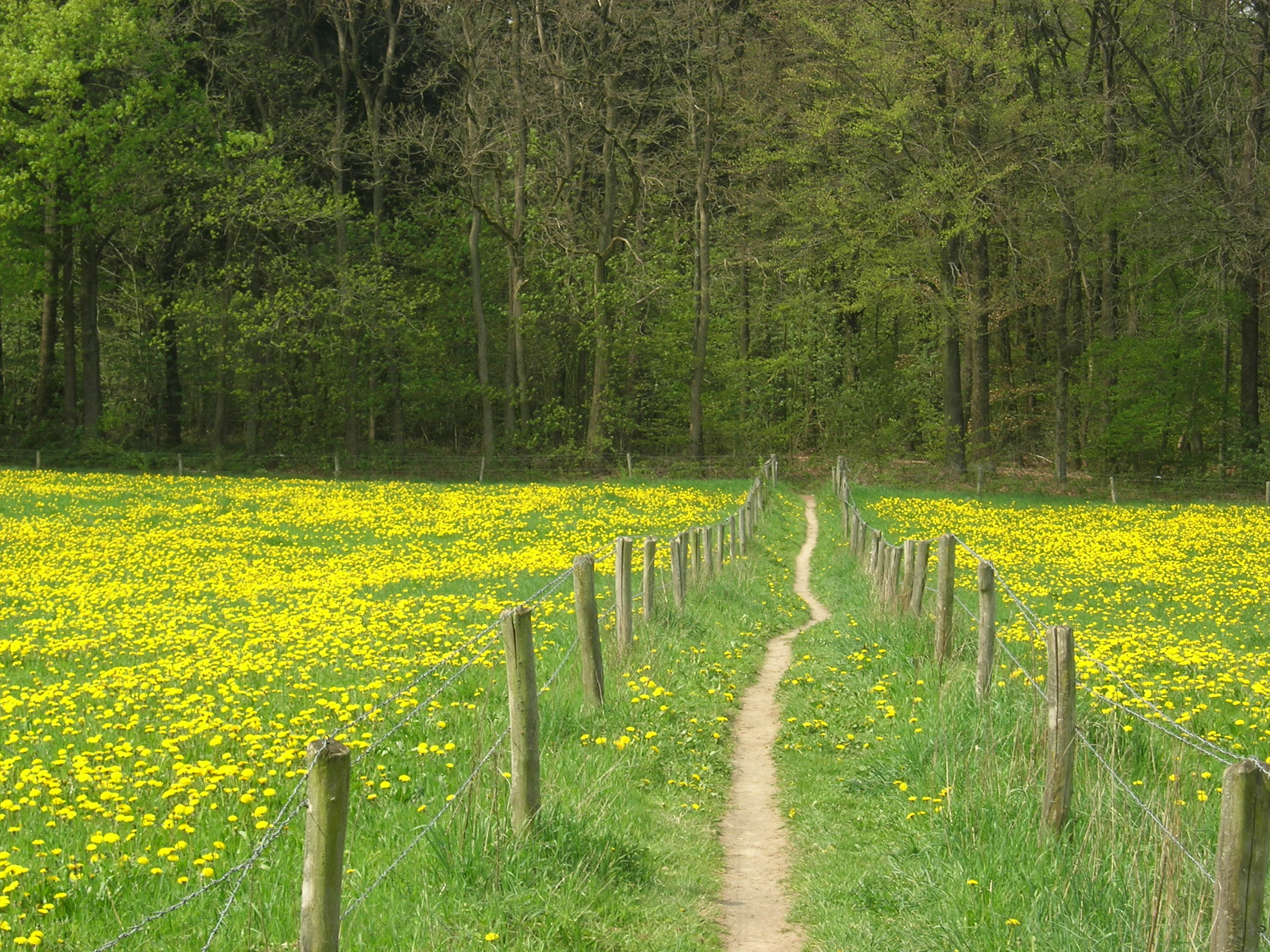
Groesbeek a Gennep
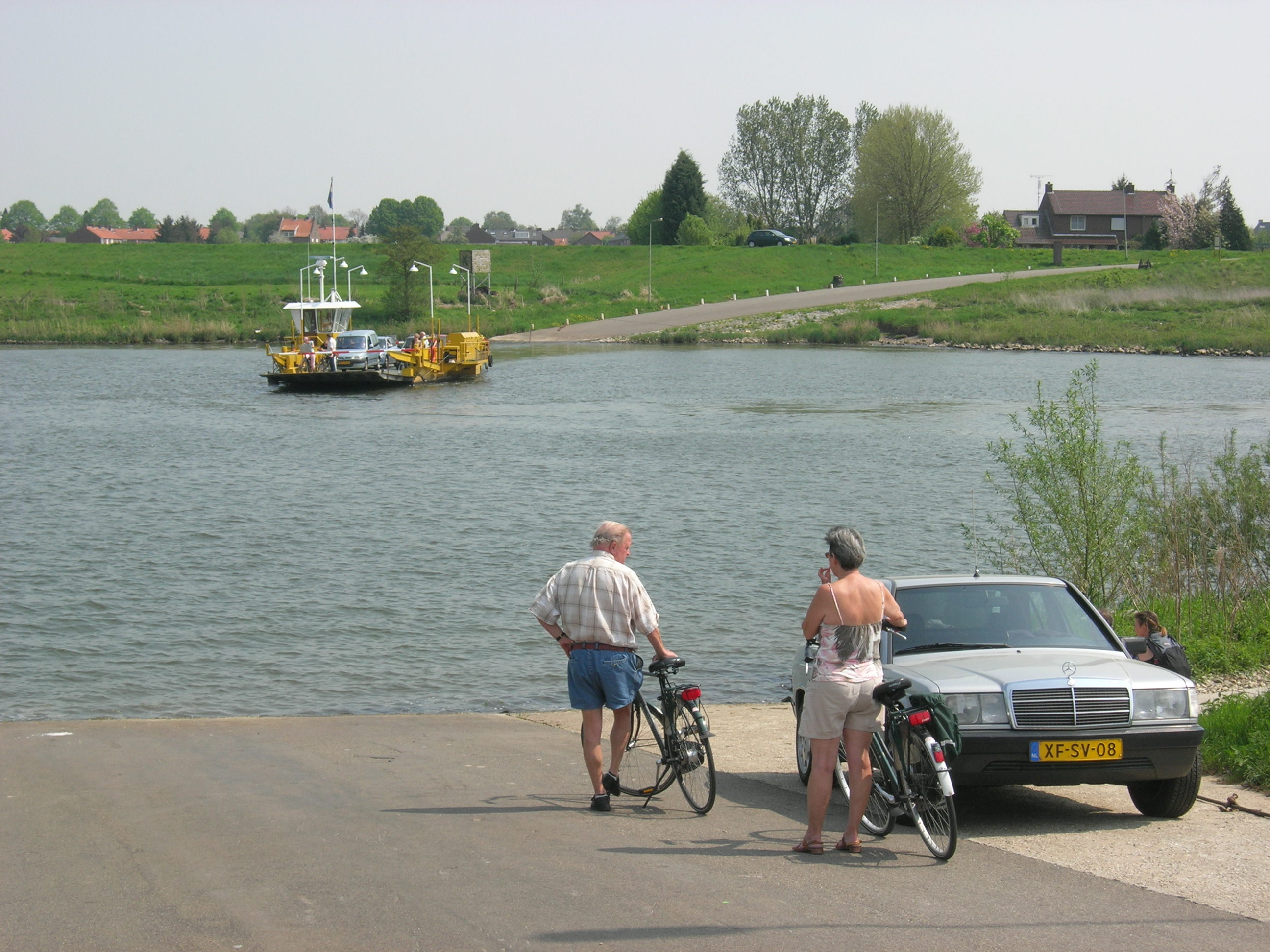
Maas a Grubbenvorst